# Anna Chapman
Anna Chapman, nata Anna Vasil'evna Kuščenko (in russo А́нна Васи́льевна Кущенко?, angl. Anna Vasil'yevna Kushchyenko; Volgograd, 23 febbraio 1982), è un'agente segreta russa, che abitava a New York quando è stata arrestata assieme ad altri nove agenti, il 27 giugno 2010, con l'accusa di lavorare per l'"Illegals Program", una rete di agenti segreti dormienti facenti parte non ufficialmente del SVR, il servizio segreto di spionaggio russo. Chapman è stata dichiarata colpevole di cospirazione e di agire come un agente segreto di un governo straniero senza aver avvisato il procuratore generale, ed è stata riportata in Russia l'8 luglio 2010, in uno scambio di prigionieri con gli Stati Uniti.

## Biografia
Chapman nasce come Anna Vasil'evna Kuščenko a Volgograd, secondo le autorità statunitensi, suo padre era impiegato  nell'ambasciata sovietica a Nairobi, in Kenya. Secondo Alex Chapman, il suo ex marito britannico, suo padre, Vasilij Kuščenko, era un alto ufficiale del KGB. La casa della famiglia si trova a sud-ovest di Ramenki, in passato quartiere d'élite per i funzionari del KGB, per i diplomatici di mezzo rango e per gli ufficiali dell'esercito.
Secondo il quotidiano russo Komsomol'skaja Pravda, Kuščenko occupa una posizione di alto livello nel ministero degli affari esteri. Secondo il suo ex marito, Anna Chapman ha conseguito un master in economia con lode all'università di Mosca. Secondo altre fonti avrebbe ottenuto una laurea presso l'università russa dell'amicizia tra i popoli.